# دیک‌دیک کرک
دیک‌دیک کرک  (نام علمی: Madoqua kirkii) گونه‌ای از دیک‌دیک است که در شرق و جنوب‌غربی آفریقا زندگی می‌کند. طول این گونه تا ۷۰ سانتی متر و وزن آن تا ۷ کیلوگرم (حدود ۱۵ پوند) می‌رسد. قد آن تا شانه ۳۵ تا ۴۵ سانتی متر است. سر دیک‌دیک کرک قهوای_قرمز است. طول دم دیک‌دیک کرک ۳٫۵ تا ۵٫۵ سانتی متر است. طول عمر دیک‌دیک کرک کمتر از ۱۰ سال است. صدای شبیه دیک - دیک از ماده این گونه به گوش می‌رسد که وجه تسمیه این جانور است. 

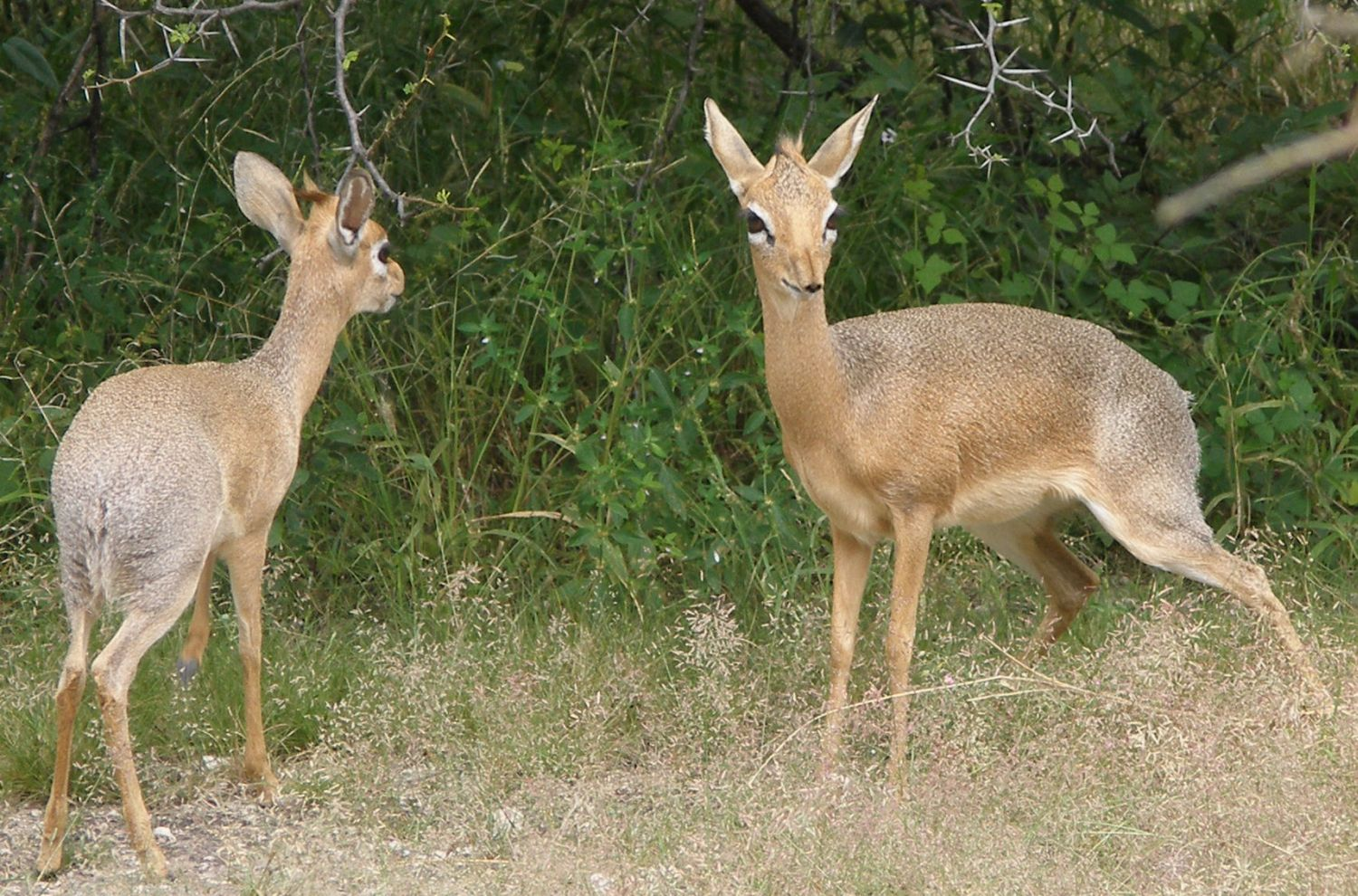
ماده‌ها در پارک ملی اتوشا, نامیبیا

## نگارخانه

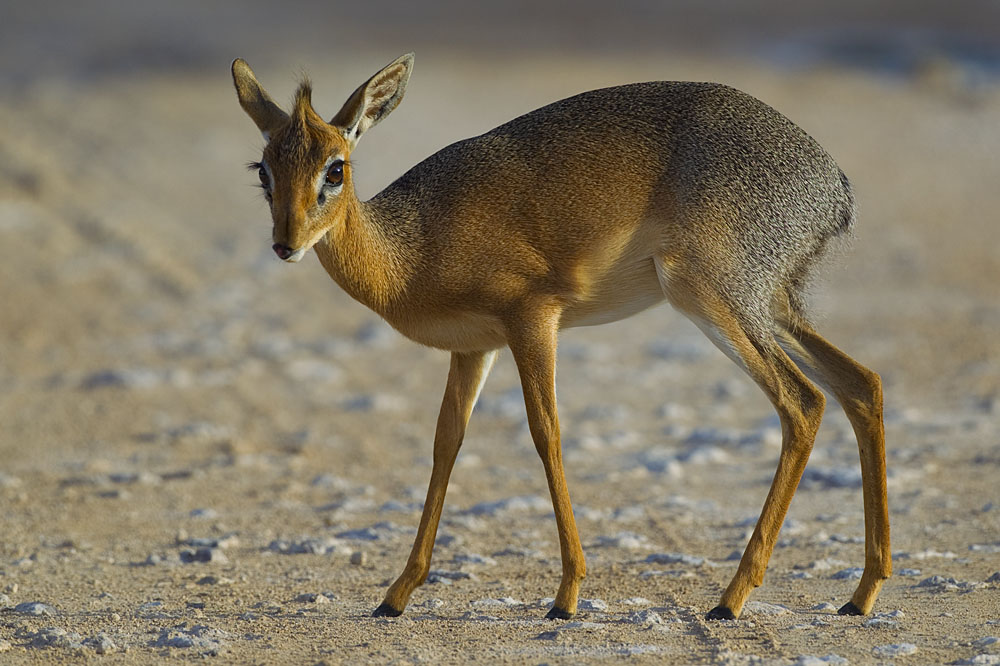
جنس ماده در پارک ملی اتوشا, نامیبیا
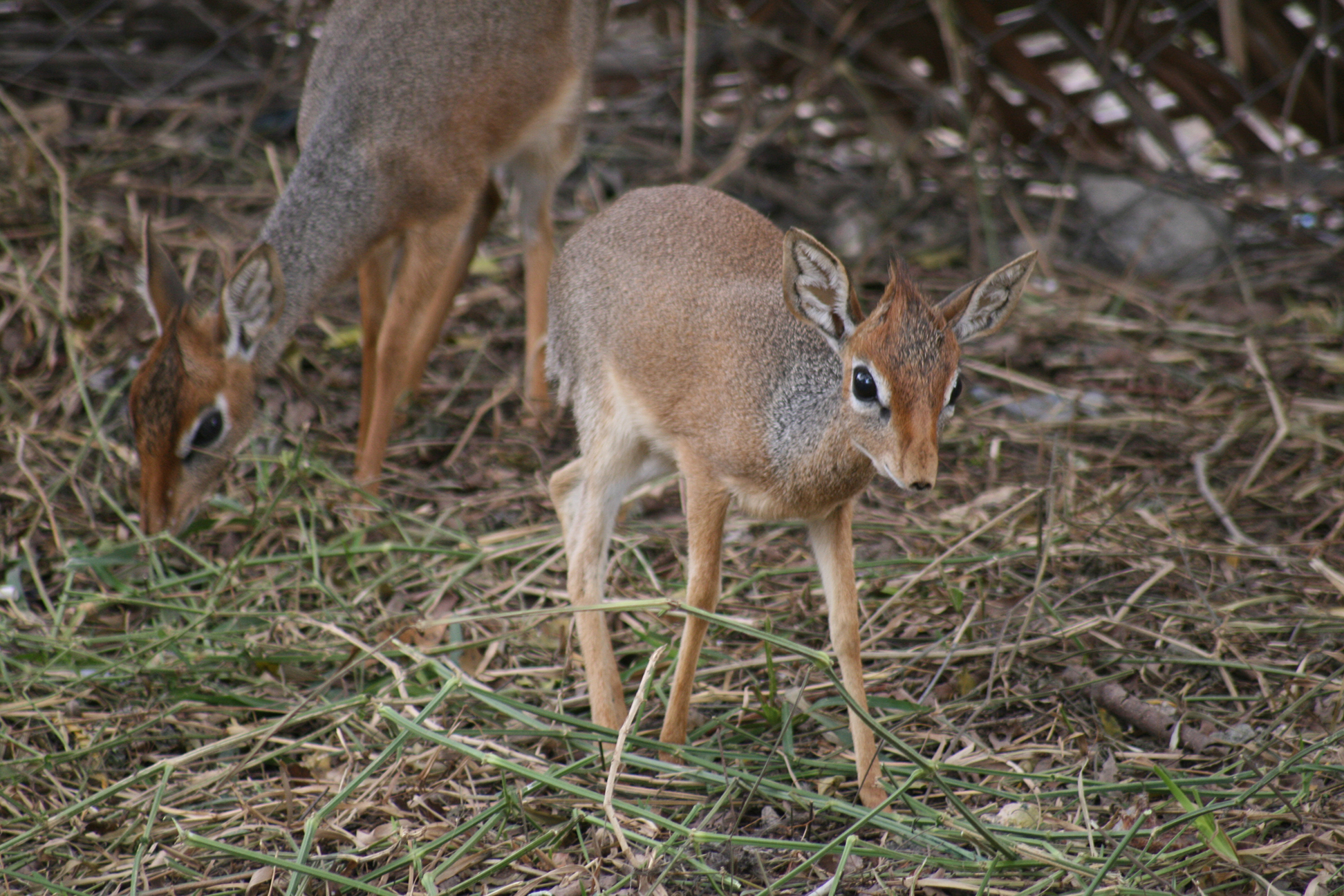
خردسال
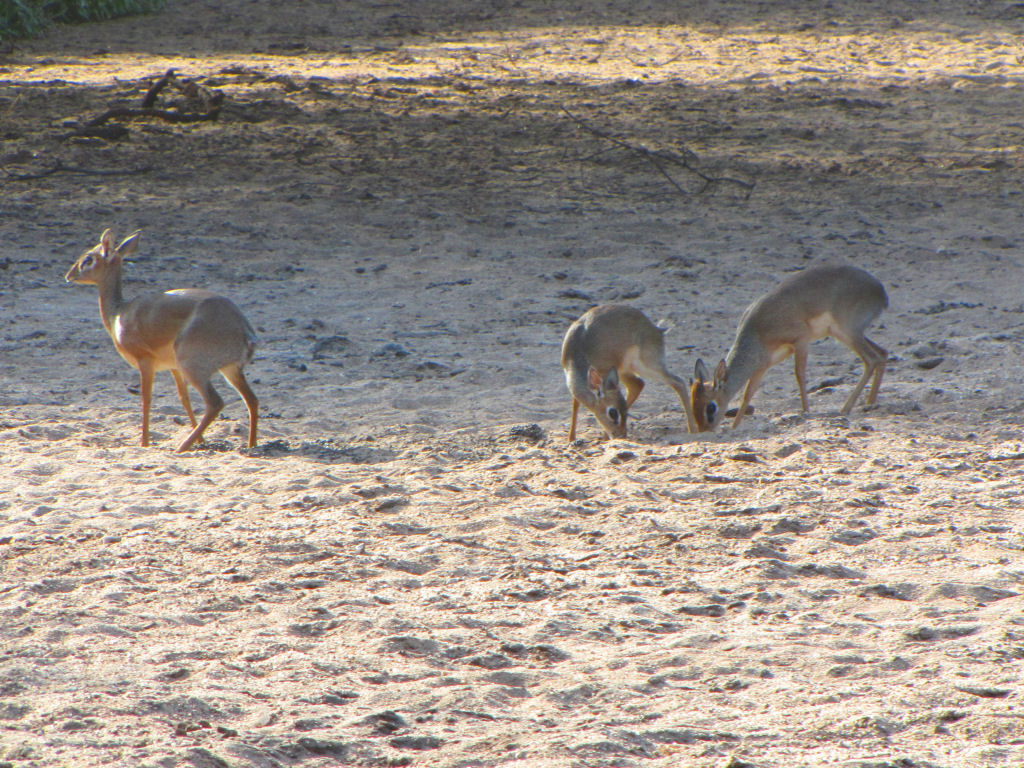
خانوادگی، دریاچه مانیارا, تانزانیا
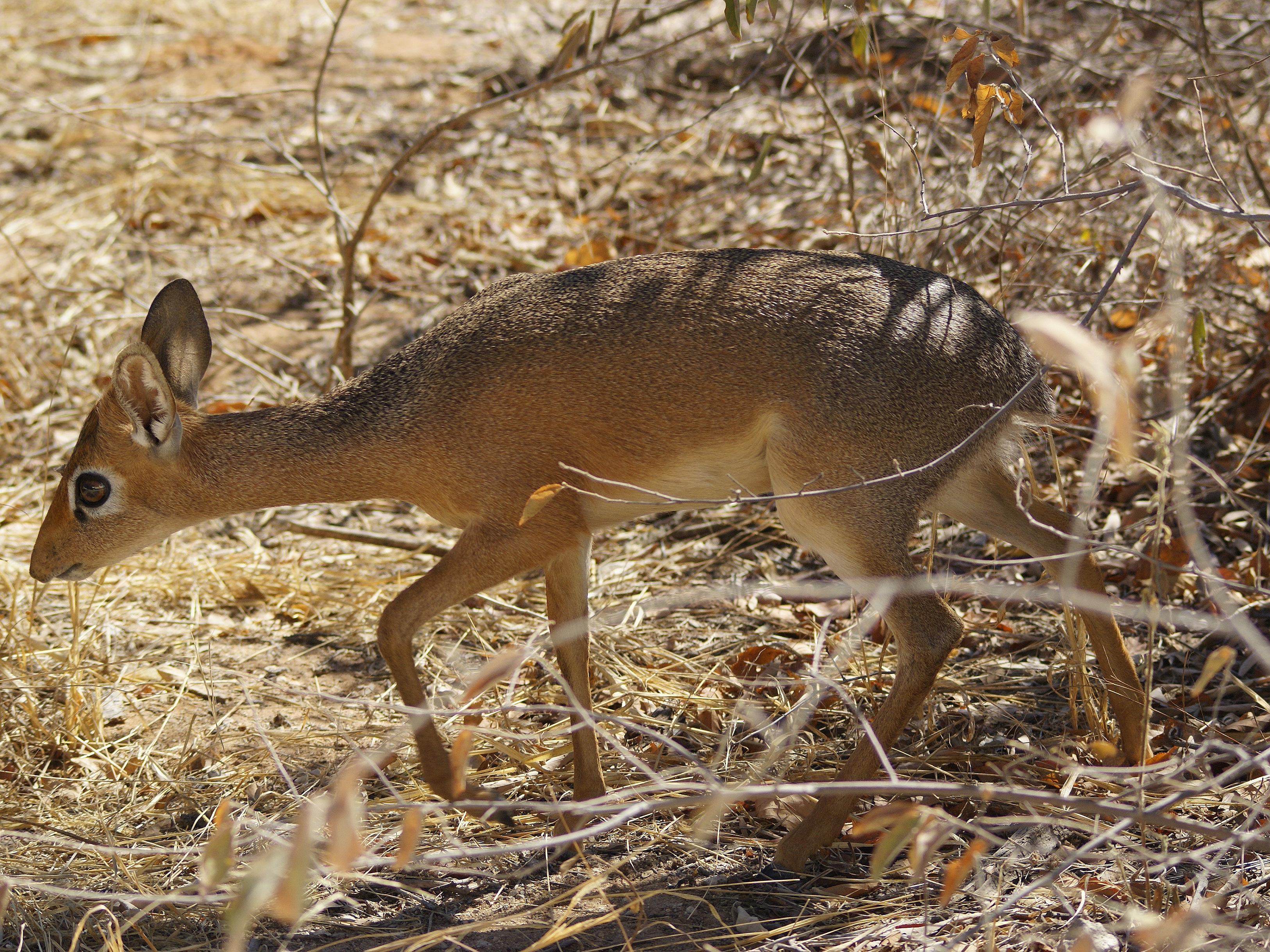
نر، پارک ملی اتوشا، نامیبیا